# كلايتون دانييلز
كلايتون دانييلز (بالإنجليزية: Clayton Daniels)‏ (10 يوليو 1984 بكيب تاون في جنوب أفريقيا - ) هو لاعب كرة قدم جنوب أفريقي في مركز الدفاع. لعب مع أياكس كيب تاون وسوبر سبورت يونايتد وماميلودي صن داونز ونادي بلومفونتين سيلتيك.